# Esther Garrel
Esther Garrel (Parigi, 18 febbraio 1991) è un'attrice francese.

## Biografia
Figlia del regista Philippe Garrel e dell'attrice Brigitte Sy, è sorella minore di Louis Garrel e nipote di Maurice Garrel.
Ha debuttato al cinema nel 2001, con il film del padre Innocenza selvaggia; ha recitato nuovamente per il padre nel film del 2013, La gelosia, accanto al fratello Louis, e nel film del 2017 Lover for a Day. Sempre nel 2017 è Marzia in Chiamami col tuo nome per la regia di Luca Guadagnino.

## Filmografia parziale
- Innocenza selvaggia (Sauvage Innocence), regia di Philippe Garrel (2001)
- Un chat un chat, regia di Sophie Fillières (2009)
- 17 ragazze (17 filles), regia di Delphine e Muriel Coulin (2011)
- L'Apollonide - Souvenirs de la maison close, regia di Bertrand Bonello (2011)
- Camille redouble, regia di Noémie Lvovsky (2012)
- La gelosia (La Jalousie), regia di Philippe Garrel (2013)
- Les Jours venus, regia di Romain Goupil (2014)
- Marguerite & Julien - La leggenda degli amanti impossibili (Marguerite & Julien), regia di Valérie Donzelli (2015)
- Chiamami col tuo nome (Call Me by Your Name), regia di Luca Guadagnino (2017)
- Red Snake (Sœurs d'armes), regia di Caroline Fourest (2019)
- Il grande carro (Le Grand Chariot), regia di Philippe Garrel (2023)

## Doppiatrici italiane
Nelle versioni in italiano delle opere in cui ha recitato, Esther Garrel è stata doppiata da:
- Gea Riva in Marguerite & Julien - La leggenda degli amanti impossibili
- Francesca Rinaldi in 17 ragazze
- Emanuela Ionica in Chiamami col tuo nome
- Mariagrazia Cerullo in Red Snake
- Flavia Altomonte in Le Grand Chariot (Il Grande Carro)